# Manfred Schnelldorfer
Manfred Schnelldorfer (Munique, Baviera, 2 de maio de 1943) é um ex-patinador artístico alemão. Ele foi campeão olímpico em 1964, e campeão mundial em 1964.

## Principais resultados
| Resultados                                                            | Resultados      | Resultados       | Resultados      | Resultados      | Resultados      | Resultados      | Resultados        | Resultados        | Resultados        | Resultados        | Resultados       | Resultados    |
| Internacional                                                         | Internacional   | Internacional    | Internacional   | Internacional   | Internacional   | Internacional   | Internacional     | Internacional     | Internacional     | Internacional     | Internacional    | Internacional |
| Evento/Temporada                                                      | 1953– 1954      | 1954– 1955       | 1955– 1956      | 1956– 1957      | 1957– 1958      | 1958– 1959      | 1959– 1960        | 1960– 1961        | 1961– 1962        | 1962– 1963        | 1963– 1964       |               |
| --------------------------------------------------------------------- | --------------- | ---------------- | --------------- | --------------- | --------------- | --------------- | ----------------- | ----------------- | ----------------- | ----------------- | ---------------- | ------------- |
| Jogos Olímpicos                                                       |                 |                  |                 |                 |                 |                 | 8.º               |                   |                   |                   | Medalha de ouro  |               |
| Campeonato Mundial                                                    |                 |                  | WD              | 11.º            | 15.º            |                 | 7.º               |                   | 5.º               | Medalha de bronze | Medalha de ouro  |               |
| Campeonato Europeu                                                    |                 | 10.º             | 10.º            | 7.º             | 7.º             | 5.º             | Medalha de bronze | Medalha de bronze | Medalha de bronze | Medalha de prata  | Medalha de prata |               |
| Nacional                                                              |                 |                  |                 |                 |                 |                 |                   |                   |                   |                   |                  |               |
| Campeonato Alemão                                                     |                 | Medalha de prata | Medalha de ouro | Medalha de ouro | Medalha de ouro | Medalha de ouro | Medalha de ouro   | Medalha de ouro   |                   | Medalha de ouro   | Medalha de ouro  |               |
| Campeonato Alemão – Júnior                                            | Medalha de ouro |                  |                 |                 |                 |                 |                   |                   |                   |                   |                  |               |
|                                                                       |                 |                  |                 |                 |                 |                 |                   |                   |                   |                   |                  |               |
| Legenda: WD = Abandonou; Competição não foi disputada nesta temporada |                 |                  |                 |                 |                 |                 |                   |                   |                   |                   |                  |               |